# Port lotniczy Norfolk Island
Port lotniczy Norfolk Island (IATA: NLK, ICAO: YSNF) – port lotniczy położony na wyspie Norfolk, terytorium Australii.

## Linie lotnicze i połączenia
| Air Chathams              | Auckland         |
| Air New Zealand / Quantas | Brisbane, Sydney |

## Drogi startowe
Kierunek 04/22: asfalt, 1435 x 30 m
Kierunek 11/29: asfalt, 1950 x 45 m